# Anaxagorea angustifolia
Anaxagorea angustifolia é uma espécie de magnólia. Isso foi descrito pela primeira vez por Timmerman. Anaxagorea angustifolia pertence ao gênero Anaxagorea, e família Annonaceae. Não há tipos listados como este